# Sławomir Mordarski
Sławomir Mordarski (ur. 4 stycznia 1979 w Nowym Sączu) – polski kajakarz, medalista mistrzostw świata i mistrzostw Europy, olimpijczyk z Atlanty 1996 i Sydney 2000, zawodnik Startu Nowy Sącz.
Zawodnik specjalizujący się w konkurencji C-2 slalom. Pływał w osadzie z Andrzejem Wójsem.
Jako Junior zdobył w roku 1996 srebrny medal mistrzostw świata juniorów w konkurencji C-2 x 3 slalom drużynę tworzyli Konrad Korzeniewski, Marek Kowalczyk, Krzysztof Nosal, Jarosław Nawrocki) oraz został mistrzem Europy juniorów w konkurencji C-2 slalom  w latach 1995, 1997  oraz w konkurencji C-1 x 3 slalom drużynowy w roku 1997. Był również wicemistrzem Europy juniorów w roku 1995 w konkurencji C-2 x 3 slalom (drużynowo).
Wielokrotny medalista mistrzostw świata:
- złoty 
  - z roku 1999 w konkurencji C-1 x 3 slalom (drużynę tworzyli: Krzysztof Bieryt, Mariusz Wieczorek),
- brązowy
  - w roku 2002 w konkurencji C-2 x 3 slalom (drużynę tworzyli: Jarosław Miczek, Wojciech Sekuła, Bartłomiej Kruczek, Dariusz Wrzosek),
  - w roku 2003 w konkurencji C-2 x 3 slalom (drużynę tworzyli: Jarosław Miczek, Wojciech Sekuła, Marcin Pochwała, Paweł Sarna),

Srebrny medalista mistrzostw Europy w roku 1996 w konkurencji C-2 x 3 slalom (drużynę tworzyli Krzysztof Kołomański, Michał Staniszewski, Konrada Korzeniewski, Jarosław Nawrocki).
Wielokrotny medalista mistrzostw Polski:
- złoty
  - w konkurencji C-2 slalom w latach 2003[3], 2005[4]
  - w konkurenci C-2 x 3 slalom drużynowo w latach 2003, 2004, 2005, 2006,
- srebrny
  - w konkurencji C-2 slalom (w parze z Marcinem Pochwałą) w roku 2005[5]
- brązowy 
  - w konkurencji C-2 slalom w roku 2004[6]

Na igrzyskach w Atlancie i Sydney wystartował w konkurencji C-2 slalom (partnerem był Andrzej Wójs) zajmując odpowiednio 15. i 6. miejsce.